# Cherchez la femme
Cherchez la femme (francès: [ʃɛʁʃe la fam]) és una frase que literalment significa 'cerqueu la dona'. És un clixé dins de la ficció detectivesca, emprat per a suggerir que un misteri pot ser resolt tot identificant una femme fatale o interès d'amor femení com a causa darrera.

L'expressió prové de la novel·la d'Alexandre Dumas (pare) Els Mohicans de Paris (Les Mohicans de Paris) publicada el 1854–1859. La frase és repetida diversos cops en la novel·la; el primer ús llegeix:
Cherchez la femme, pardieu! cherchez la femme!
Cerqueu la dona, per Déu! Cerqueu la dona!
Dumas també va utilitzar la frase en la seva adaptació teatral de 1864:
Il y a une femme dans toutes les affaires; aussitôt qu'on me fait un rapport, je dis: « Cherchez la femme ! »
Hi ha una dona darrera cada cas; tan aviat com algú em porta un informe, dicː 'Cerqueu la dona!'

## Ús
La frase encarna un clixé de la literatura pulp detectivesca: no importa quin sigui el cas, una dona és sovint la seva arrel o causa primera.
La frase així s'empra sovint per a referir-se a explicacions que automàticament troben la mateixa causa d'arrel, independentment dels aspectes específics del problema.
En la novel·la de 1963 El Fred de Ross Macdonald, el detectiu Lew Archer ofereix una anàlisi irònica del concepte, tot declarant: "Quan una dona és assassinada, preguntes el seu marit on era en el moment de la mort. És el corol·lari de cherchez la femme."